# フルカ峠

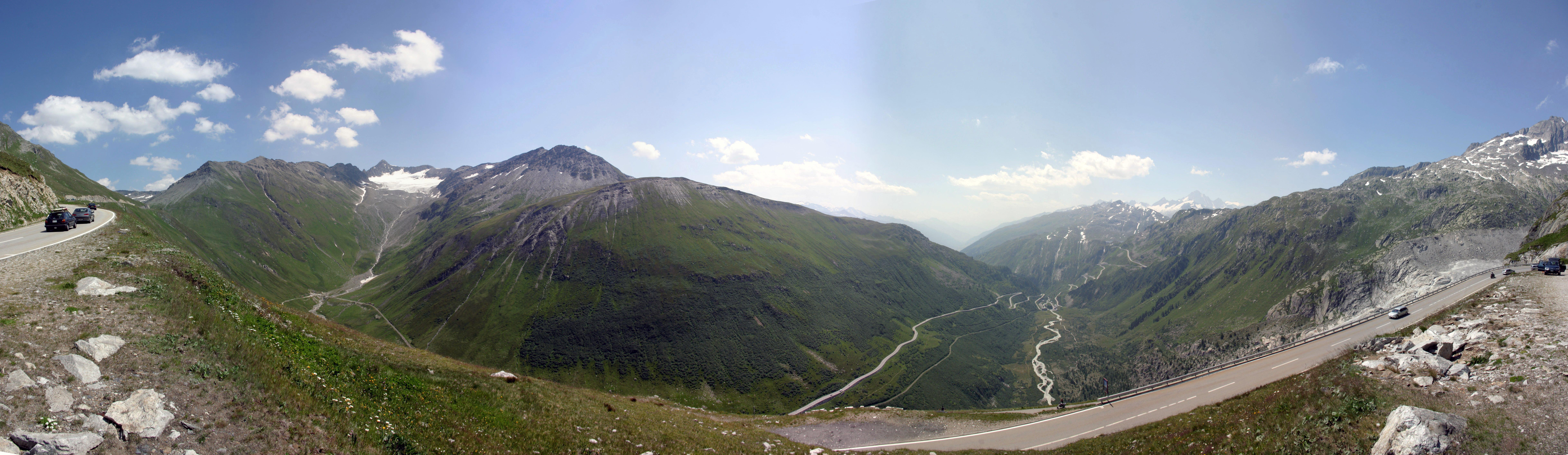
フルカ峠のパノラマ写真

座標: 北緯46度34分21秒 東経8度24分54秒 / 北緯46.57262834400015度 東経8.415101991738398度

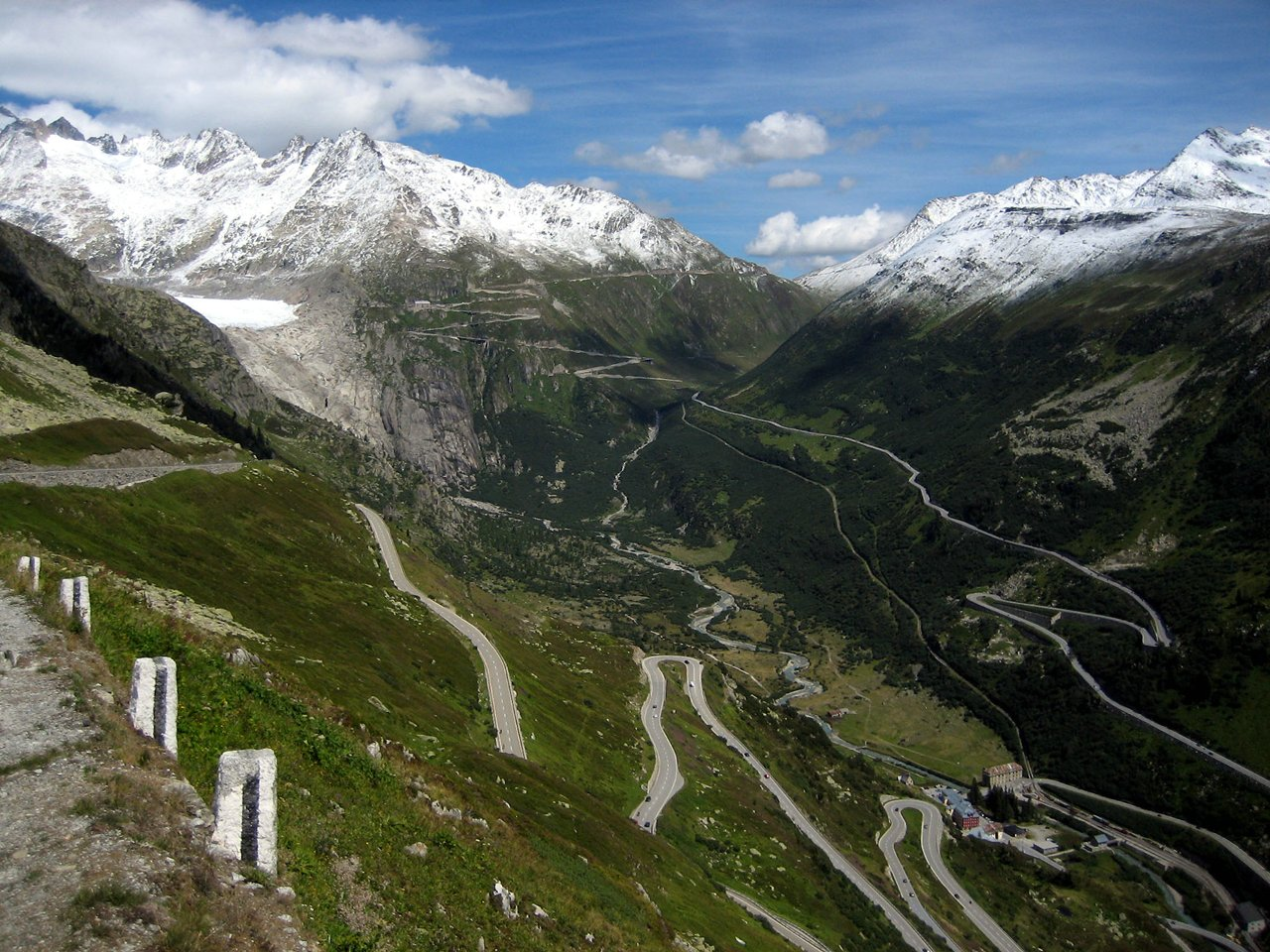
フルカ峠

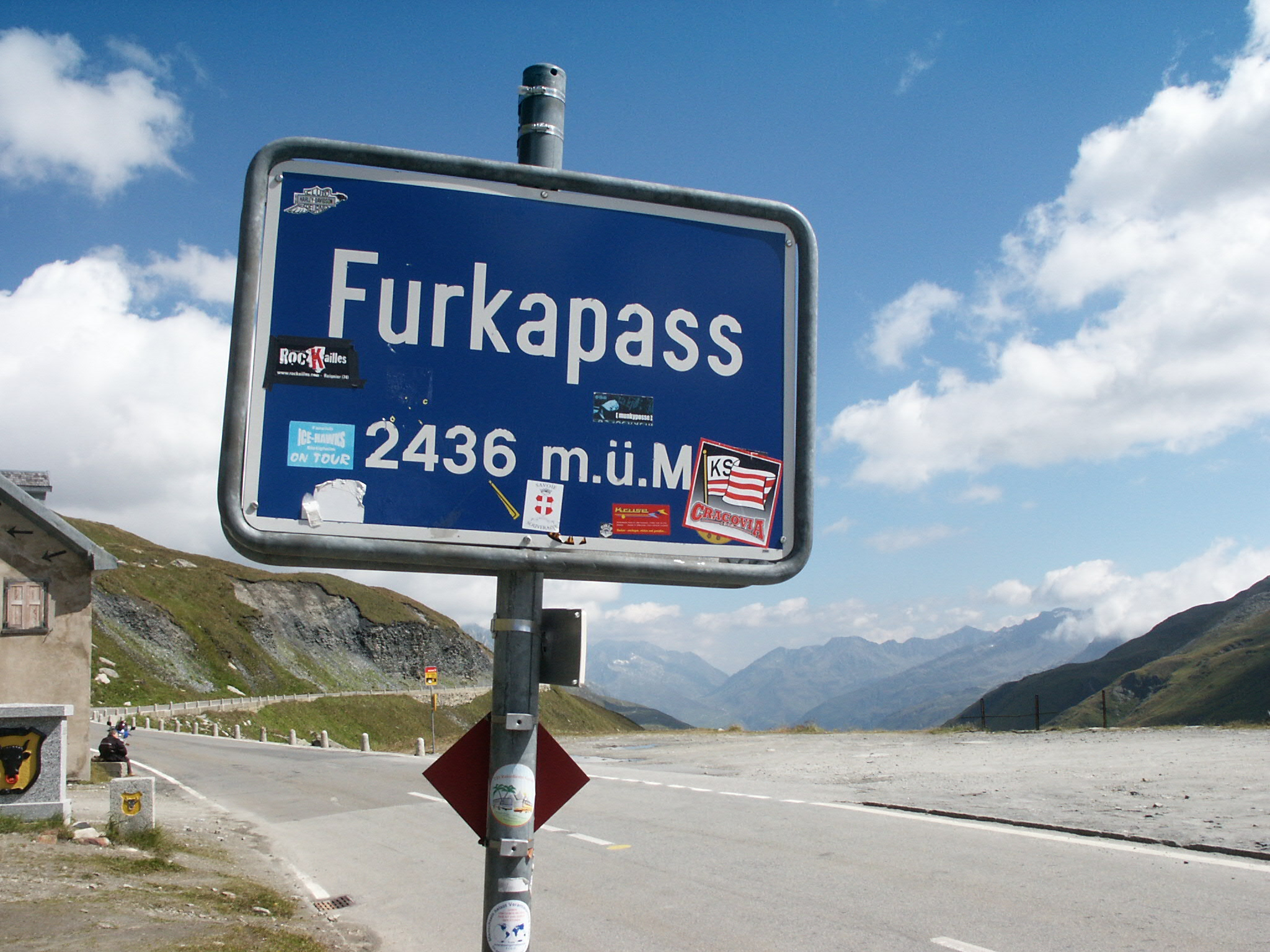
峠の標識（標高2,436m）

フルカ峠（Furka Pass）は、ヴァレー州のグレッチュとウーリ州のレアルプとを結ぶ、スイス・アルプスの高所にある峠である。標高2,436メートル（7,992フィート）。ジェームズ・ボンド映画の『ゴールドフィンガー』の舞台の1つとなった。
フルカ・オーバーアルプ線はフルカトンネルを通ることにより峠をバイパスしている。このトンネルは、標高2,100メートルの高所にあった旧トンネルを置き換える目的で建設され、1982年に開通した。

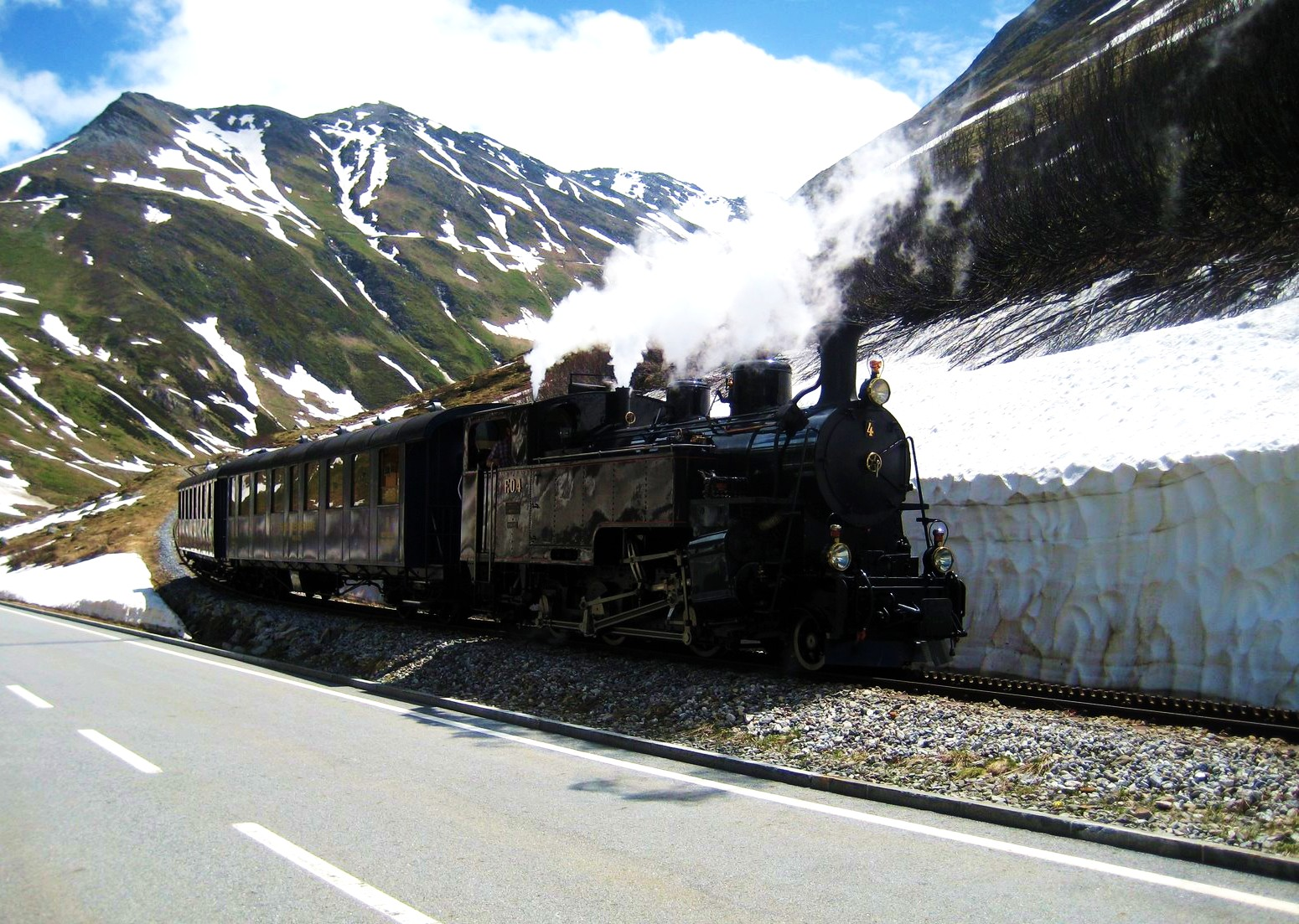
フルカ山岳蒸気鉄道
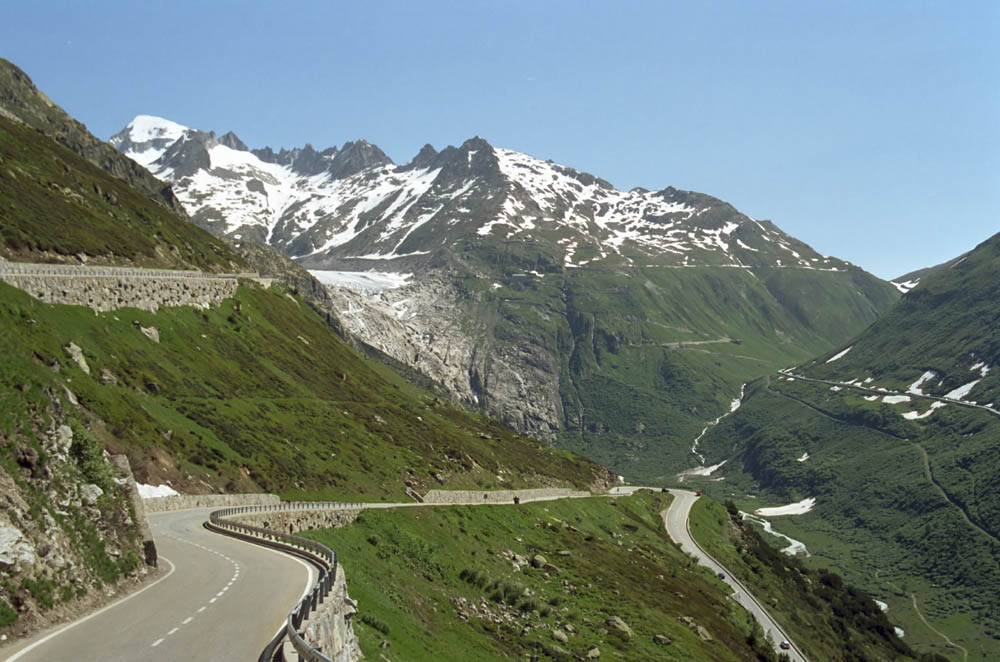
フルカ峠
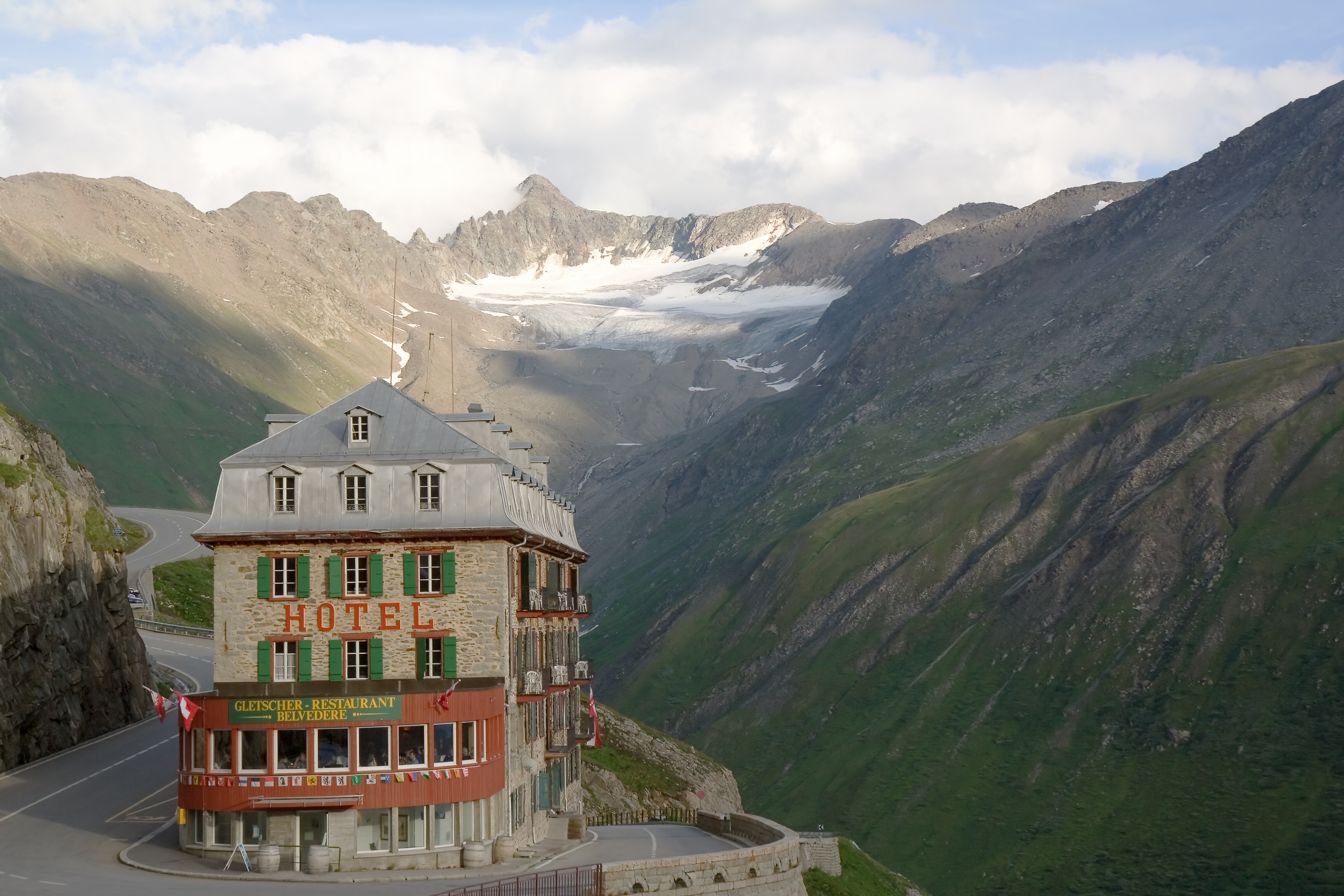
ホテル・ベルヴェデーレ
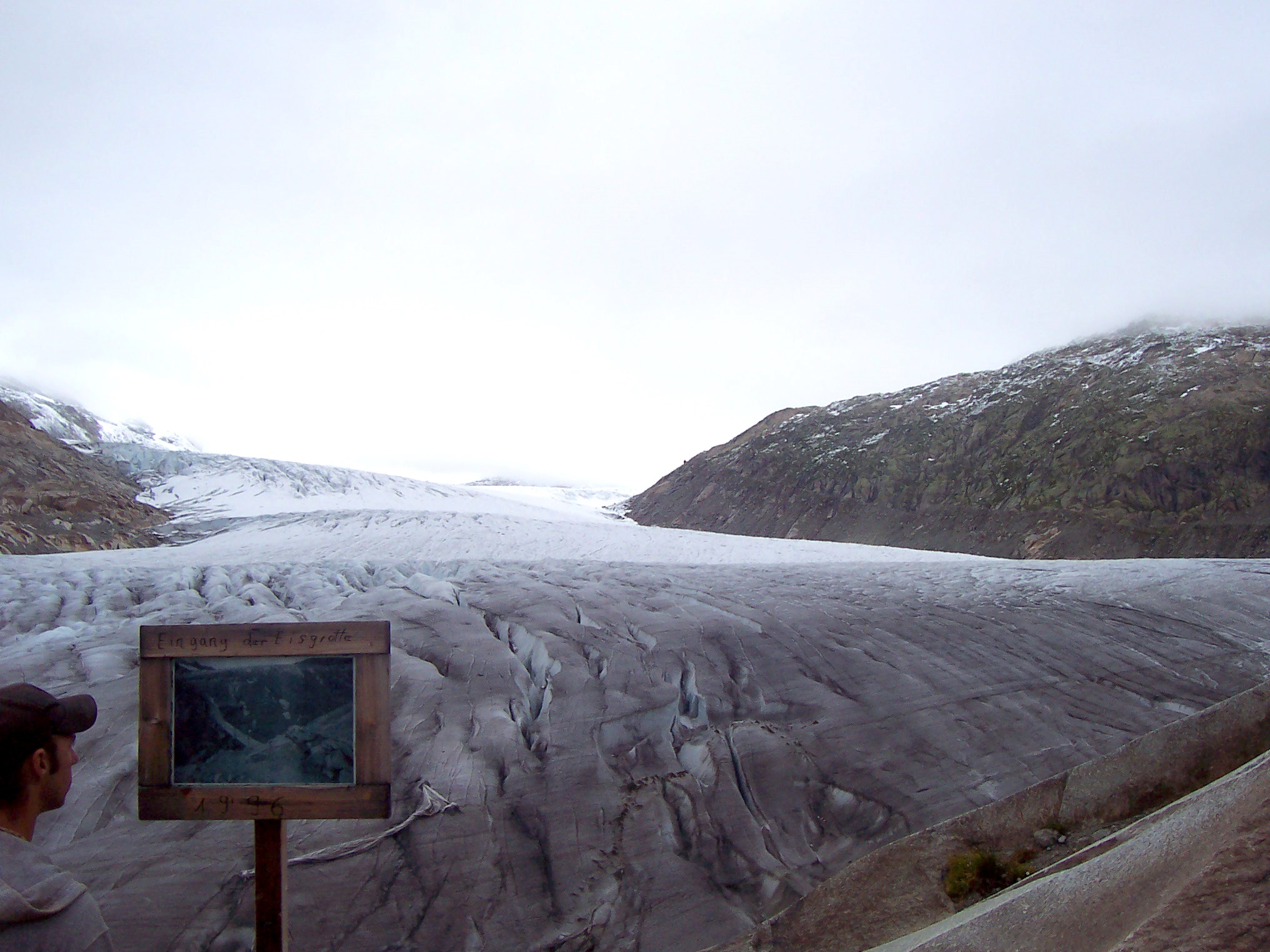
フルカ峠氷河